# (29650) Toldy
(29650) Toldy (1998 WR6) – planetoida z pasa głównego asteroid okrążająca Słońce w ciągu 3,5 lat w średniej odległości 2,3 j.a. Odkryta 23 listopada 1998 roku.